# Nicola Benvenuti
Nicola Benvenuti (Pisa, 10 maggio 1783 – Pisa, 14 agosto 1867) è stato un organista e compositore italiano.

## Biografia
Nicola (detto Niccolino) Benvenuti nacque a Pisa il 10 maggio 1783, figlio di Santi Benvenuti, organista della Chiesa primaziale, e di Antonia Maffei.
Inizialmente dedicatosi a studi letterari e filosofici, ricevette la prima istruzione musicale dal padre. Successivamente studiò composizione e organo con Filippo Maria Gherardeschi, maestro di Cappella della Chiesa dei Cavalieri di Santo Stefano (dotata del famoso organo collocatovi negli anni trenta del secolo precedente per iniziativa di Azzolino Bernardino della Ciaia, che ne aveva commissionato e diretto la costruzione a Roma). Nel 1804 si diplomò come organista.
Guadagnata in pochi anni una grande fama di virtuoso, fu nominato nel 1808 maestro direttore della cappella della Primaziale, posto che occupò a partire dal 1810, per conservarlo fino alla morte. Ascritto, col titolo di maestro di cappella e di camera, alla corte di Elisa Bonaparte Baciocchi, fu nominato dopo la Restaurazione maestro pianista del Conservatorio di Sant'Anna e istruttore della famiglia granducale. Invitato prima da Ferdinando III e poi da Leopoldo II a trasferirsi a Firenze, quale direttore della cappella dei Pitti, declinò per due volte l'invito preferendo rimanere a Pisa, ove fondò nel 1824 una schola cantorum, finanziata dalle autorità locali, la cui principale e innovativa funzione fu quella della formazione di un coro di voci chiare, in aggiunta a quello, già presente nella Primaziale, di voci maschili.
Molto apprezzato dai propri contemporanei come interprete (nel 1831 Luigi Cherubini gli scrisse che sarebbe stato onorato se avesse voluto eseguire alcune delle sue composizioni), fu anche un prolifico compositore di musica sia sacra sia profana. Quanto alla prima, scrisse svariate messe solenni per sei e per quattro voci e orchestra, numerosi inni, lamentazioni, responsori, introiti, magnificat e miserere, i cui spartiti sono conservati nell'archivio della Primaziale. Fra le sue composizioni profane, le più note sono la cantata a tre voci e cori Il ratto di Proserpina, eseguita al teatro di Pisa nel 1806; l'azione drammatica Arianna e Teseo, su testo di Romolo Niccolini; la farsa a sei voci Werther in un solo atto, eseguita anch'essa a Pisa nel 1811 e inoltre dodici sinfonie per orchestra, varie sonate per pianoforte, sonate e variazioni per organo e molti duetti, terzetti ed arie. La sua statura di compositore, tuttavia, è stata fortemente ridimensionata dai critici successivi. Morì a Pisa il 14 agosto 1867.

## Archivio
Il Fondo Nicola Benvenuti è conservato presso archivio musicale dell'Opera della primaziale di Pisa. La documentazione conservata, in fase di riordino, va dall'inizio alla metà del XIX ed è costituita per lo più da partiture composte appositamente per l'Opera. Una parte più esigua è rappresentata da materiale donato da privati in tempi diversi.